# Campeonato Mundial de Atletismo de 2017 - 10000 m masculino
A competição dos 10000 metros masculino no Campeonato Mundial de Atletismo de 2017 foi realizada no Estádio Olímpico de Londres no dia 4 de agosto. O vencedor foi o britânico Mo Farah.

## Recordes
Antes da competição, os recordes eram os seguintes:
| Recorde mundial                               | Kenenisa Bekele (ETH)       | 26:17.53 | Bruxelas, Bélgica         | 26 de agosto de 2005  |
| Recorde do campeonato                         | Kenenisa Bekele (ETH)       | 26:46.31 | Berlim, Alemanha          | 17 de agosto de 2009  |
| Melhor marca do ano                           | Abadi Hadis (ETH)           | 27:08.26 | Hengelo, Países Baixos    | 11 de junho de 2017   |
| Recorde africano                              | Kenenisa Bekele (ETH)       | 26:17.53 | Bruxelas, Bélgica         | 26 de agosto de 2005  |
| Recorde asiático                              | Ahmad Hassan Abdullah (QAT) | 26:38.76 | Bruxelas, Bélgica         | 5 de setembro de 2003 |
| Recorde da América do Norte, Central e Caribe | Galen Rupp (USA)            | 26:44.36 | Eugene, Estados Unidos    | 30 de maio de 2014    |
| Recorde sul-americano                         | Marilson dos Santos (BRA)   | 27:28.12 | Neerpelt, Bélgica         | 2 de junho de 2007    |
| Recorde europeu                               | Mo Farah (GBR)              | 26:46.57 | Eugene, Estados Unidos    | 3 de junho de 2011    |
| Recorde da Oceania                            | Ben St Lawrence (AUS)       | 27:24.95 | Palo Alto, Estados Unidos | 1 de junho de 2011    |

## Medalhistas
| Ouro                | Prata                         | Bronze                      |
| Mohamed Farah (GBR) | Joshua Kiprui Cheptegei (UGA) | Paul Kipngetich Tanui (KEN) |

## Tempo de qualificação
| Tempo de qualificação |
| --------------------- |
| 27:45.00              |

## Calendário
| Data                | Horário | Fase  |
| ------------------- | ------- | ----- |
| 4 de agosto de 2017 | 21:20   | Final |

Todos horários estão no horário local (UTC+1)

## Resultados

### Final
| Pos.              | Nome                      | Nacionalidade  | Tempo    | Notas                |
| ----------------- | ------------------------- | -------------- | -------- | -------------------- |
| Medalha de ouro   | Mohamed Farah             | Grã-Bretanha   | 26:49.51 | Melhor marca do ano  |
| Medalha de prata  | Joshua Kiprui Cheptegei   | Uganda         | 26:49.94 | Recorde pessoal      |
| Medalha de bronze | Paul Kipngetich Tanui     | Quênia         | 26:50.60 | Recorde da temporada |
| 4                 | Bedan Karoki Muchiri      | Quênia         | 26:52.12 | Recorde pessoal      |
| 5                 | Jemal Yimer               | Etiópia        | 26:56.11 | Recorde pessoal      |
| 6                 | Geoffrey Kipsang Kamworor | Quênia         | 26:57.77 | Recorde da temporada |
| 7                 | Abadi Hadis               | Etiópia        | 26:59.19 | Recorde da temporada |
| 8                 | Mohammed Ahmed            | Canadá         | 27:02.35 | Recorde nacional     |
| 9                 | Shadrack Kipchirchir      | Estados Unidos | 27:07.55 | Recorde pessoal      |
| 10                | Andamlak Belihu           | Etiópia        | 27:08.94 | Recorde pessoal      |
| 11                | Aron Kifle                | Eritreia       | 27:09.92 | Recorde pessoal      |
| 12                | Abraham Naibei Cheroben   | Bahrein        | 27:11.08 | Recorde nacional     |
| 13                | Leonard Korir             | Estados Unidos | 27:20.18 | Recorde pessoal      |
| 14                | Timothy Toroitich         | Uganda         | 27:21.09 | Recorde pessoal      |
| 15                | Hassan Mead               | Estados Unidos | 27:32.49 | Recorde da temporada |
| 16                | Zane Robertson            | Nova Zelândia  | 27:48.59 | Recorde da temporada |
| 17                | Hiskel Tewelde            | Eritreia       | 27:49.62 | Recorde da temporada |
| 18                | Moses Martin Kurong       | Uganda         | 27:50.71 |                      |
| 19                | Onesphore Nzikwinkunda    | Burundi        | 28:09.98 | Recorde pessoal      |
| 20                | Stephen Mokoka            | África do Sul  | 28:14.67 | Recorde da temporada |
| 21                | Bayron Piedra             | Equador        | 28:50.72 | Recorde da temporada |
| 22                | Patrick Tiernan           | Austrália      | 29:23.72 | Recorde da temporada |
|                   | Nguse Amsolom             | Eritreia       | DNF      |                      |
|                   | Polat Kemboi Arikan       | Turquia        | DNF      |                      |

Legenda
| Recorde mundial       | Recorde mundial (World record)               |                       | Recorde africano                      | Recorde africano (African) |                                           | Q | Classificado por posição (Qualified) |
| Recorde do campeonato | Recorde do campeonato (Championship record)  | Recorde da América    | Recorde da América (Americas)         | q                          | Classificado por melhor tempo (Qualified) |   |                                      |
| Melhor marca do ano   | Melhor marca do ano (World leading)          | Recorde asiático      | Recorde asiático (Asian)              | DNS                        | Não largou (Did not start)                |   |                                      |
| Recorde nacional      | Recorde nacional (National record)           | Recorde europeu       | Recorde europeu (European)            | DNF                        | Não terminou (Did not finish)             |   |                                      |
| Recorde pessoal       | Recorde pessoal do atleta (Personal best)    | Recorde da Oceania    | Recorde da Oceania (Oceania)          | DSQ / DQ                   | Desclassificado (Disqualified)            |   |                                      |
| Recorde da temporada  | Recorde da temporada do atleta (Season best) | Recorde sul-americano | Recorde sul-americano (South America) | NM                         | Sem marca (No mark)                       |   |                                      |